# Jintai
Jintai (en chino, 金台; pinyin, Jīntái, léase Chin-Tái) es un distrito urbano bajo la administración directa de la Prefectura Baoji  en la Provincia de Shaanxi, República Popular China.  Su área es de 309 km² y su población total para 2010 superó los 390 mil habitantes. 

## Administración
Desde julio de 2023, el  Distrito Jintai   se divide en 11 pueblos que se administran en 7 subdistritos y 4   poblados.